# ディラン・スプラウス
ディラン・スプラウス（Dylan Sprouse, 1992年8月4日 - ）は、アメリカ合衆国の俳優。 ディズニー・チャンネルの人気シリーズ『スイート・ライフ』とスピンオフ『スイート・ライフ オン・クルーズ』のザック・マーティンの役で有名な子役として、双子の弟コール・スプラウスと共に様々な作品に出演した。

## 来歴
本名はディラン・トーマス・スプラウス (Dylan Thomas Sprouse)。1992年8月4日、イタリアのトスカーナ州アレッツォ生まれ。両親はマシュー・スプラウスとメラニー・ライト。コール・スプラウスとは一卵性双生児であり、弟のコールより15分前に生まれた。名前はウェールズの詩人で作家のディラン・トマスにちなんで名付けられた。生後4か月で両親の故郷であるカリフォルニア州ロングビーチに戻った。

## キャリア

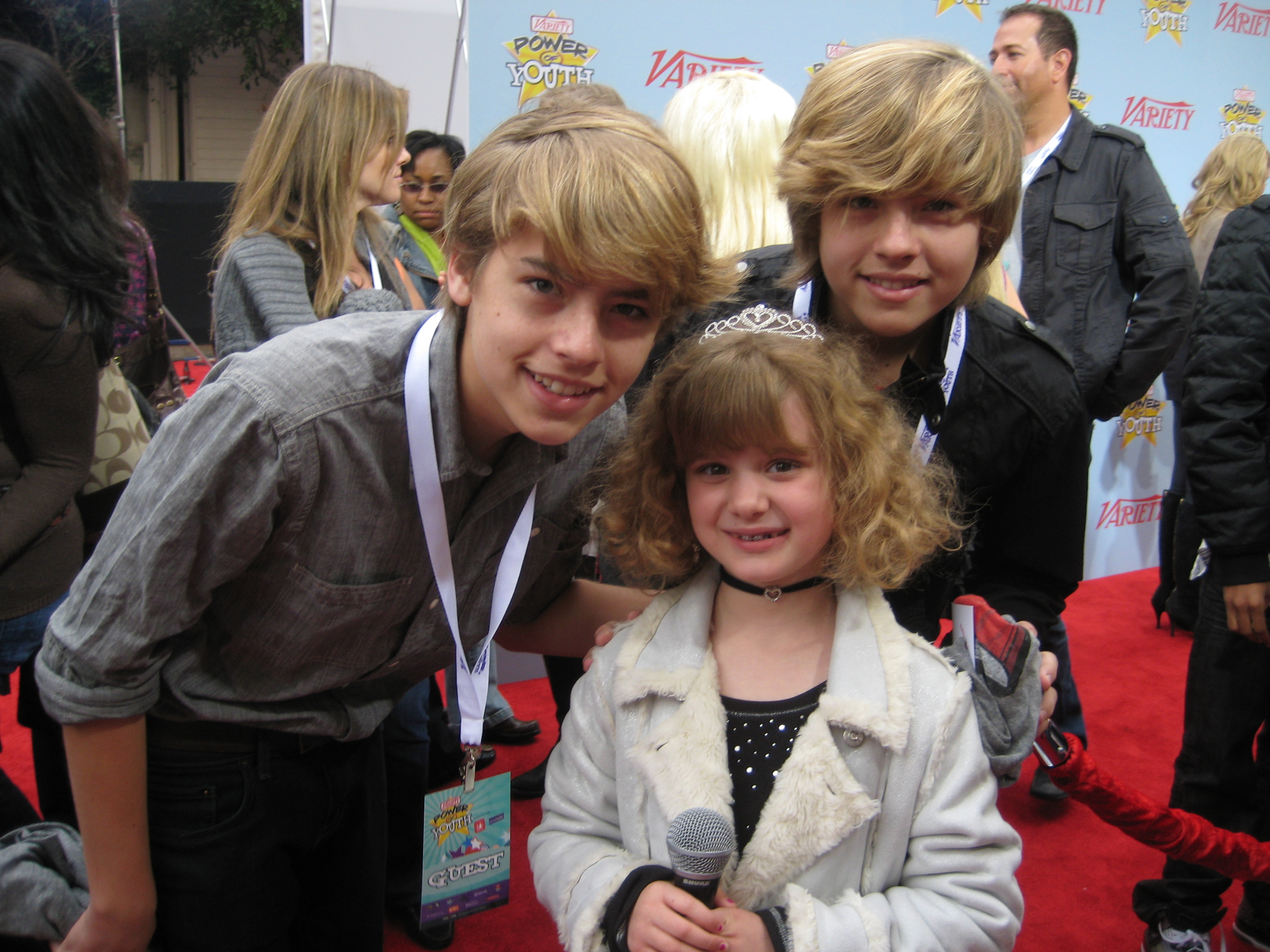
2009年のイベントでのディラン（右）と弟のコール（左）

ディランは弟のコールと共に、1993年より子役としてのキャリアを始めた。1998年まで「グレースアンダーファイア」でパトリック・ケリー役を弟と分担し、その後も数年間、弟と共にいくつかの映画やテレビシリーズに出演し続けた。また、2005年から2008年にかけてディズニーチャンネルシリーズのスイート・ライフで弟と共演した。
2017年にはスリラー映画である『Dismissed』でルーカスワード役で出演した。 同年、短編映画「カルテ・ブランシュ」に出演し、コメディー映画「バナナスプリット」にニック役として出演。2018年にはブルックリンのウィリアムズバーグにオールワイズミードリーをオープンした。
2019年にポールとして短編映画『Daddy』に出演した。
2020年には2019年の映画『アフター』の続編である『アフター -壊れる絆-』にトレヴァー・マシューズ役で出演した。  2020年5月、 雑誌Heavy MetalとDiGa Studiosは、ディランのコミック「Sun Eater」の創刊号をリリースすると発表した。
2021年に映画『TygerTyger』でルーク・ハート役で、中国映画『The Curse of Turandot』でカラフ役で出演した。 

## 私生活
2011年にスイート・ライフ オン・クルーズが終了した後、ニューヨーク大学に4年間通い、ビデオゲームデザインの学位を取得した。
日本のアニメが好きで親日家とされる 。
2018年からはモデルのバルバラ・パルヴィンと交際している。2人は2021年にロサンゼルスに移るまで2年以上ブルックリンに住んでいた。二人共アニメが好きで「もののけ姫」のアシタカとサンのコスプレを披露している。

## 出演作品
『Born Killers』と『Snow Buddies』を除く2017年以前のすべての出演は弟コールと共演である。

### 映画
| 年       | 題名                                                      | 役                     | 備考                            | 脚注   |
| -------- | --------------------------------------------------------- | ---------------------- | ------------------------------- | ------ |
| 1999年   | ビッグ・ダディ                                            | ジュリアン・マクグラス |                                 | [ 13 ] |
| 1999年   | ノイズ                                                    | 双子                   |                                 | [ 13 ] |
| 2001年   | Diary of a Sex Addict（原題）                             | サミー Jr.             | 劇場公開なし                    | [ 14 ] |
| 2001年   | I Saw Mommy Kissing Santa Claus（原題）                   | ジャスティン・カーバー |                                 | [ 15 ] |
| 2002年   | 変身パワーズ                                              | ピスタチオの幼少期     |                                 | [ 13 ] |
| 2002年   | Eight Crazy Nights（原題）                                | おもちゃの兵士         | 声の出演                        | [ 13 ] |
| 2003年   | Apple Jack（原題）                                        | ジャック・パイン       | 短編映画                        | [ 16 ] |
| 2003年   | Just for Kicks（原題）                                    | ディラン・マーティン   | 劇場公開なし                    | [ 17 ] |
| 2004年   | The Heart Is Deceitful Above All Things（原題）           | ジェレマイア           |                                 | [ 18 ] |
| 2005年   | Born Killers（原題）                                      | ジョンの幼少期         | Piggy Banksとしても知られている | [ 19 ] |
| 2006年   | Holidaze: The Christmas That Almost Didn't Happen（原題） | 子ども                 | 声の出演; 劇場公開なし          | [ 20 ] |
| 2007年   | A Modern Twain Story: The Prince and the Pauper（原題）   | トム・キャンティ       |                                 | [ 21 ] |
| 2008年   | Snow Buddies（原題）                                      | Shasta                 | 声の出演 ; 劇場公開なし         | [ 13 ] |
| 2009年   | The Kings of Appletown（原題）                            | ウィル                 |                                 | [ 22 ] |
| 2010年   | Kung-Fu Magoo（原題）                                     | ジャスティン・マグ―    | 劇場公開なし                    | [ 23 ] |
| 2017年   | Dismissed（原題）                                         | ルーカス・ワード       | 劇場公開なし                    |        |
| 2017年   | That High and Lonesome Sound（原題）                      |                        | 短編映画                        |        |
| 2018年   | Banana Split（原題）                                      | ニック                 |                                 |        |
| 2019年   | Carte Blanche（原題）                                     | ギデオン・ブレイク     | 短編映画                        | [ 5 ]  |
| 2019年   | Daddy（原題）                                             | ポール                 | 短編映画                        | [ 24 ] |
| 2020年   | アフター -壊れる絆-                                       | トレヴァー・マシューズ |                                 |        |
| 2021年   | The Curse of Turandot（原題）                             | カラフ                 |                                 |        |
| 2021年   | Tyger Tyger（原題）                                       | ルーク・ハート         |                                 |        |
| 近日公開 | Beautiful Disaster（原題）                                | Travis Maddox          | Filming                         | [ 25 ] |

### テレビ
| 年              | 題名                                    | 役                 | 備考                                                     | 脚注   |
| --------------- | --------------------------------------- | ------------------ | -------------------------------------------------------- | ------ |
| 1993年 – 1998年 | Grace Under Fire（原題）                | パトリック・ケリー | 主役                                                     | [ 13 ] |
| 1998年          | マッドTV!                               | 子供               | ゲスト出演: 2話                                          | [ 26 ] |
| 2001年          | ナイトメア・ルーム                      | バディ             | エピソード：「生きている人形」                           | [ 27 ] |
| 2001年          | ザット'70sショー                        | ボビー             | エピソード：「エリックのうつ病」                         | [ 28 ] |
| 2005年 - 2008年 | スイート・ライフ                        | ザック・マーティン | 主役                                                     | [ 13 ] |
| 2006年          | ラマだった王様 学校へ行こう!            | ザム               | 声の出演;エピソード：「おみくじクッキー/シュアカの黄金」 | [ 29 ] |
| 2006年          | レイブン 見えちゃってチョー大変!        | ザック・マーティン | エピソード：「あっと驚く理想の人！」                     | [ 30 ] |
| 2008年          | According to Jim（原題）                | 本人役             | エピソード："I Drink Your Milkshake"                     | [ 31 ] |
| 2008年 - 2011年 | スイート・ライフ オン・クルーズ         | ザック・マーティン | 主役                                                     | [ 32 ] |
| 2009年          | ウェイバリー通りのウィザードたち        | ザック・マーティン | エピソード：「わくわくティーン・クルーズ」               | [ 33 ] |
| 2009年          | シークレット・アイドル ハンナ・モンタナ | ザック・マーティン | エピソード：「ママのアンクレット」                       | [ 33 ] |
| 2010年          | 爆音家族                                | ザック・マーティン | エピソード：「スイート・ウィーゼル オン・クルーズ」      | [ 34 ] |
| 2011年          | スイートライフ・ザ・ムービー            | ザック・マーティン | テレビ映画                                               | [ 13 ] |
| 2012年          | めっちゃ ソー・ランダム                 | 本人役             | エピソード：「コール&ディラン・スプラウス」              | [ 35 ] |

| 年     | タイトル                        | 役         | 脚注   |
| ------ | ------------------------------- | ---------- | ------ |
| 2018年 | Total War：Warhammer II（原題） | Alith Anar | [ 36 ] |
| 2019年 | キングダム ハーツIII            | ヨゾラ     | [ 37 ] |

### その他
| 年     | タイトル       | 役割 | ノート                                                           | Ref.   |
| ------ | -------------- | ---- | ---------------------------------------------------------------- | ------ |
| 2018年 | スローモガイズ | 本人 | Webシリーズ;エピソード：「Hollywood Stunt Falls in Slow Motion」 | [ 38 ] |